# Cyril Despres
Cyril Despres   (Nemours, 24 de gener de 1974) és un pilot de ral·lis francès resident a Andorra. Al llarg de la seva carrera ha guanyat cinc vegades el Ral·li Dakar amb una motocicleta KTM (2005, 2007, 2010, 2012 i 2013). També ha guanyat tres vegades el Red Bull Romaniacs (2004-2005 i 2007), una de les proves de Hard Enduro més dures del món i dues l'ErzbergRodeo (2002-2003). La temporada del 2018 era un dels pilots oficials de l'equip Peugeot Total. El 2021 va ser nomenat FIM Legend.

## Trajectòria

### La victòria al Dakar del 2012
Una de les seves victòries més disputades al Ral·li Dakar va ser la del 2012. El 10 de gener, a mitja cursa, el portuguès Paulo Gonçalves el va treure del fang, on estava encallat, però Despres no li va tornar el favor. De 7 pilots, tots menys el català Marc Coma s'havien encallat, motiu pel qual els organitzadors van canviar el traçat de la jornada. Al final de l'etapa, el temps perdut li va ser perdonat a Despres, mentre que Gonçalves va rebre una sanció de 6 hores per rebre ajuda externa. A Coma no se li va perdonar el temps que va perdre en vorejar el gran clot de fang on s'encallaven els pilots.
Després d'una estreta batalla amb el seu company d'equip a KTM, Marc Coma, per la victòria, Cyril Despres va tornar a posar-se al capdavant de la classificació en la penúltima etapa (la tretzena) gràcies a una avaria mecànica a la moto de Coma. El francès va aconseguir mantenir el lideratge fins al final del ral·li. Despres va aconseguir així la seva quarta victòria general al Ral·li Dakar, igualant l'èxit de l'antic pilot d'Honda i Cagiva Edi Orioli.

### Pilot de cotxes
Cyril Despres va encetar un nou capítol en la seva carrera al Dakar el 2015, quan va passar a competir-hi en automòbil en incorporar-se com a pilot a l'equip Peugeot, al costat de Carlos Sainz i Stéphane Peterhansel. Amb Gilles Picard de copilot, Despres va acabar en trenta-quatrena posició. El 2016, amb David Castera de copilot, va acabar setè de la general.
El juliol del 2016, Despres i Castera van guanyar la categoria d'automòbils al Ral·li de la Ruta de la Seda (Silk Way Rally), un èxit que van repetir el 2017.

## Residència
Despres viu a Andorra de fa anys i, a banda del francès, parla amb fluïdesa el català, l'anglès, i el castellà. D'ençà del 2012, a més, comparteix la seva residència andorrana amb una altra a Banyuls de la Marenda.

## Palmarès

### Principals victòries
|  | - Ral·li Dakar: - Vencedor (5): 2005, 2007, 2010, 2012 i 2013 - 2n: 2003, 2006, 2009 i 2011 - 3r: 2004, i 2017 en automòbil - 32 victòries d'etapa. - Ral·li de Tunísia: - Vencedor (3): 2004, 2005 i 2009 - 2n: 2003 - 3r: 2000 - UAE Desert Challenge - Vencedor (3): 2001, 2002 i 2003 | - Ral·li d'Orient: - Vencedor (1): 2005 - Ral·li del Marroc - Vencedor (4): 2000, 2003, 2010 i 2012 - 2n: 2006 - 3r: 2004 i 2009 - Ral·li dos Sertões: - Vencedor (2): 2006 i 2011 - 2n: 2007, 2008 i 2013 - ErzbergRodeo - Vencedor (2): 2002 i 2003 |